# Antoine-Joseph Gorsas
Antoine-Joseph Gorsas (24. března 1752, Limoges – 7. října 1793, Paříž) byl francouzský novinář a politik.

## Životopis
Gorsas studoval na kněze, ale po studiích se odmítl věnovat církevní službě. Odešel do Paříže, kde se živil soukromým vyučováním. Později založil vzdělávací ústav ve Versailles.
Psal satirickou poezii, čímž si nadělal množství nepřátel. Už v roce 1788  byl uvězněn v Bicêtre pod záminkou, že kazí morálku svých žáků.
Po krátké cestě do svého rodiště se znovu objevil ve Versailles v době, kdy sem byly svolány generální stavy.
Po zabití několika královských strážců La Fayette ochránil Ludvíka XVI. a jeho rodinu, kteří se museli podvolit přání veřejnosti a vrátit se do Paříže. Gorsas se tam také usadil a začal vydávat noviny pod názvem Courrier des quatre-vingt-trois départements.
Gorsas kritizoval aristokraty, žádal o převoz ostatků Jean-Jacquese Rousseaua do Panthéonu. Aktivně se zúčastnil povstání ve dnech 20. června a 10. srpna 1792.
V září 1792 byl jmenován poslancem za Seine-et-Oise do Národního konventu a stal se členem Hory. Rozhořčeně však odsoudil zářijové masakry. Nicméně, postupně znechucen mírou násilí, které viděl obhajované vůdci své strany, se přiblížil k girondistům a přál si zastavit hnutí, které sám pomáhal urychlit.
Během procesu s Ludvíkem XVI. byl tajemníkem Konventu. Hlasoval pro výzvu k lidu a proti odkladu popravy.
V únoru 1793 Gorsas ve svých novinách zaútočil na Komunu a Horu. Nešetřil ani Dantona, ani Robespierra, ale hlavním objektem jeho nenávisti byl Marat.
Dne 8. března 1793 banda dvou set ozbrojenců vtrhla do jeho domu, kde rozbila  tiskařské stroje, rozehnala zaměstnance a vyhrožovala jeho rodině. Sám se zachránil jen rychlým útěkem. O dva dny později sekce Bon-Conseil požádala Konvent o obvinění Gorsase a o jeho postavení před revoluční tribunál.
Gorsas podal stížnost na útoky, kterých se právě stal obětí, ale jeho stížnost byla zamítnuta.
Konvent rozhodl, že poslanci-novináři si budou muset vybrat mezi svou legislativní funkcí a psaním do veřejných novin. Toto usnesení však nebylo uskutečněno, protože mezi poslanci nadále seděli Gorsas, Brissot, Camille Desmoulins, Marat a několik dalších pamfletistů.
Gorsas zůstal vystaven pomstě svých nepřátel a na návrh Chaumette byl Komunou zatčen.
Dne 2. června byl Gorsas obviněn s hlavními girondisty. Nejprve se uchýlil do Évreux, pak se připojil k Buzotovi, který organizoval ozbrojené povstání proti Konventu v Calvadosu. Ale jejich síly, pod vedením generála Félixe Wimpffena, byly rozprášeny 13. července v Pacy-sur-Eure. Gorsas byl 28. července prohlášen psancem. Nějakou dobu se skrýval v Bretani, ale vrátil se do Paříže, aby navštívil jednu ze svých bývalých milenek Brigitte Matheyovou v Palais-Royal.
Byl zatčen 7. října a okamžitě předveden před revoluční tribunál, který se spokojil pouze s tím, že ověřil jeho identitu. Tentýž den byl popraven. Stal se prvním poslancem parlamentu, který byl gilotinován.